# Siněvirská Poljana
Siněvirská Poljana (ukrajinsky Синевирська Поляна, maďarsky Felsőszinevér) je vesnice v Siněvirské vesnické komunitě, v okresu Chust v Zakarpatské oblasti Ukrajiny. Původně se nazývala Verchnij Siněvir (ukrajinsky Верхній Синевир). Podle sčítání obyvatelstva v roce 2001 zde žilo 1354 osob.

## Příroda
Siněvirská Poljana se nachází v údolí řeky Terebly. Nedaleko leží jezero Siněvir, které je největší v Ukrajinských Karpatech a zároveň největší a nejvýše položené horské jezero na Ukrajině.

## Historie
Do Trianonské smlouvy byla Siněvirská Poljana součástí Uherska, poté (pod názvem Vyžní Siněvir) byla součástí Československa. Za první republiky patřila do obvodu obecního notariátu a četnické stanice v Siněviru. V roce 1930 zde žilo 1 101 obyvatel; z toho 19 Čechů, 1 052 Rusínů, 3 Němci, 9 Maďarů a 18 Židů. Od roku 1945 patřila Sovětskému svazu, resp. Ukrajinské sovětské socialistické republice; nakonec od roku 1991 je součástí samostatné Ukrajiny.

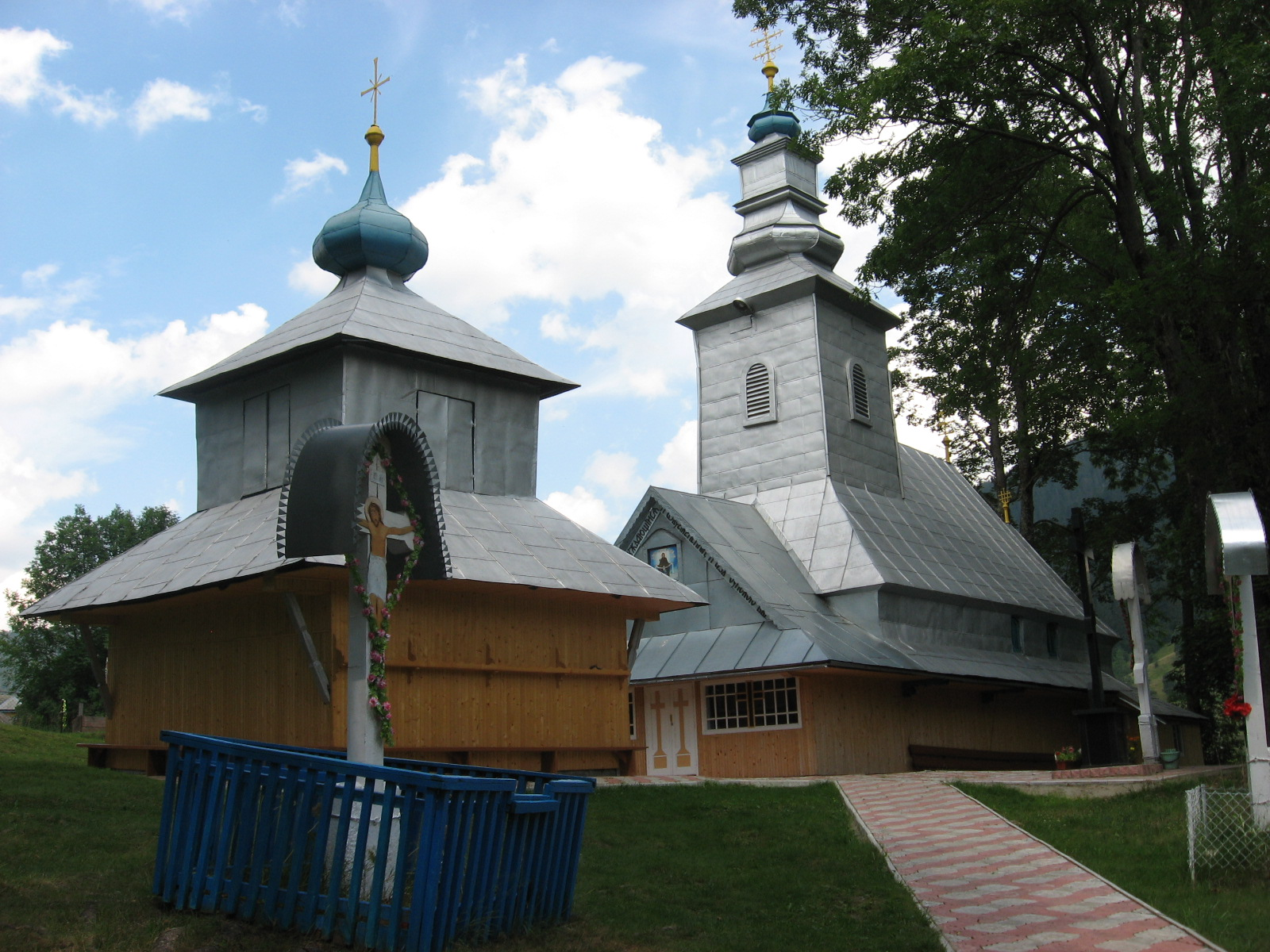
Chrám Ochrany Matky Boží, se zvonicí

## Pamětihodnosti
- Chrám Ochrany Matky Boží, se zvonicí, z roku 1817, ukrajinská národní kulturní památka.[4]

## Osobnosti
- Anna Havranová, rozená Anna Ťuchová (* 1922), vězeňkyně Gulagu a příslušnice 1. československého armádního sboru